# Linia kolejowa Astana – Karaganda
Linia kolejowa Astana – Karaganda – linia kolejowa w Kazachstanie łącząca stację Astana-1 ze stacją Karaganda Pasażerska. Położona jest na trasie Nowego Jedwabnego Szlaku i na najkrótszym szlaku łączącym Astanę i Ałmaty.
Zarządzana jest przez oddziały akmolski (odcinek Astana-1 – Sorokowaja) i karagandyjski (pozostała cześć linii) Kolei Kazachskich.
Znajduje się w Astanie oraz w obwodach akmolskim i karagandyjskim. Na całej długości jest zelektryfikowana i dwutorowa.

## Historia
Linia została otwarta w 1931. Powodem jej powstania było zapewnienie połączenia z pozostałą częścią kraju Karagandyjskiego Zagłębia Węglowego. Pierwszy pociąg dotarł do Karagandy 1 lutego 1931.
Linia zyskała duże znaczenie w międzynarodowym transporcie towarowym w II dziesięcioleciu XXI w., gdy została częścią Nowego Jedwabnego Szlaku, łączącego Chiny z Europą.
Linia początkowo leżała w Związku Sowieckim. Od 1991 znajduje się w granicach Kazachstanu.